# Juri Knorr
Juri Knorr (Flensburg, 9 de maio de 2000) é um jogador de handebol alemão.

## Carreira

### Carreira nos clubes
Knorr começou a jogar handebol no Mini-Mix do VfL Bad Schwartau. Mais tarde, ele se juntou à MTV Lübeck. Além disso, ele jogou futebol pelo VfL Bad Schwartau e VfB Lübeck até 2015. Ele retornou ao VfL Bad Schwartau, onde jogou na A-Jugend-Bundesliga. Ele deixou o VfL em 2017, aos 17 anos, e se juntou ao HSG Ostsee N / G, que foi treinado por seu pai Thomas Knorr.
Em 2018, ele se mudou para o FC Barcelona, jogando pelo time da segunda divisão. Em dezembro de 2018, ele fez sua estreia no time principal do FC Barcelona, onde jogou um total de seis partidas. Em 2019, ele assinou com o clube alemão de Handebol-Bundesliga GWD Minden. Desde 2021, ele joga pelo Rhein-Neckar Löwen. Com o Rhein-Neckar Löwen, ele ganhou a Copa da Alemanha em 2023.

### Carreira internacional
Com a Alemanha, ele participou do Campeonato Europeu de Handebol Masculino Sub-18 em 2018 e foi premiado com uma vaga no time All-Star como o melhor lateral esquerdo. Ele fez sua estreia pela seleção principal em novembro de 2020.
Knorr impressionou no Campeonato Europeu de 2024 realizado na Alemanha, marcando um total de 50 gols quando a Alemanha chegou à semifinal. Isso lhe rendeu uma inclusão no All Star Team como o melhor zagueiro.
Nos Jogos Olímpicos de Verão de 2024, em Paris, conquistou a medalha de prata no torneio masculino do handebol, após confronto na final contra a equipe dinamarquesa.